# 金輅
金輅（1489年—？），字之秉，浙江杭州府錢塘縣人，民籍，明朝政治人物。

## 生平
正德十四年（1519年）己卯科浙江鄉試第五十三名舉人。次年聯捷會試第七十九名。正德十六年（1521年）殿試，登辛巳科第三甲第一百零四名進士。

## 家族
曾祖金誠，曾任壽官；祖父金瑀；父金齡，曾任壽官。前母朱氏；母周氏。严侍下。